# Tritone (astronomia)
Tritone è il più grande satellite naturale di Nettuno e uno dei più massicci dell'intero sistema solare, precisamente il settimo, dopo Titano, la Luna e i quattro satelliti medicei di Giove. Scoperto nel 1846 dall'astronomo inglese William Lassell, diciassette giorni dopo la scoperta del pianeta, prende il nome dal figlio del dio del mare Poseidone della mitologia greca.
Tritone è l'unica grande luna che orbita attorno al proprio pianeta con moto retrogrado, a una distanza media da Nettuno di circa 355000 km e in un periodo di poco inferiore ai sei giorni. Per la sua orbita retrograda e per la sua composizione, simile a quella di Plutone, si pensa che Tritone non si sia formato nei pressi di Nettuno ma che sia piuttosto un oggetto proveniente dalla fascia di Kuiper.
La sua superficie è composta in gran parte da azoto ghiacciato, la crosta e il mantello da acqua congelata e il nucleo, che costituisce i due terzi della massa totale, da rocce e metalli. La superficie è relativamente giovane, in quanto è caratterizzato da un'attività geologica particolarmente intensa, con numerosi geyser visibili che eruttano azoto e una tenue atmosfera che ha una pressione di 1/70 000 di quella terrestre.
Tritone è stato sorvolato da un'unica sonda spaziale, la Voyager 2, nel 1989; i dati e le immagini inviate a terra hanno permesso di stimarne con precisione i parametri fisici e orbitali, di individuarne le principali formazioni geologiche e di studiarne la tenue atmosfera.

## Storia delle osservazioni

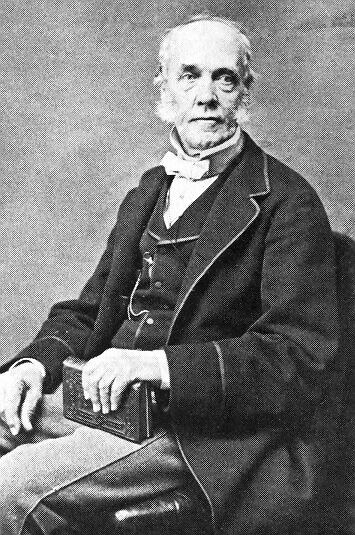
William Lassell, lo scopritore di Tritone

Tritone venne scoperto da William Lassell il 10 ottobre 1846, 17 giorni dopo la scoperta dello stesso Nettuno, seguendo un suggerimento di John Herschel.
Lassell riteneva anche di aver individuato un anello attorno a Nettuno. Anche se la presenza di anelli è stata successivamente confermata, essi sono così deboli e oscuri che si ritiene non fossero osservabili con i mezzi che aveva a disposizione.
Il primo tentativo di misurare il diametro di Tritone fu fatto da Gerard Kuiper nel 1954 che ottenne un valore di 3800 km. Tentativi di misurazione successivi arrivarono a stimare il diametro da 2 500 a 6000 km, da leggermente più piccolo della nostra Luna a quasi la metà del diametro della Terra.

### Esplorazione spaziale

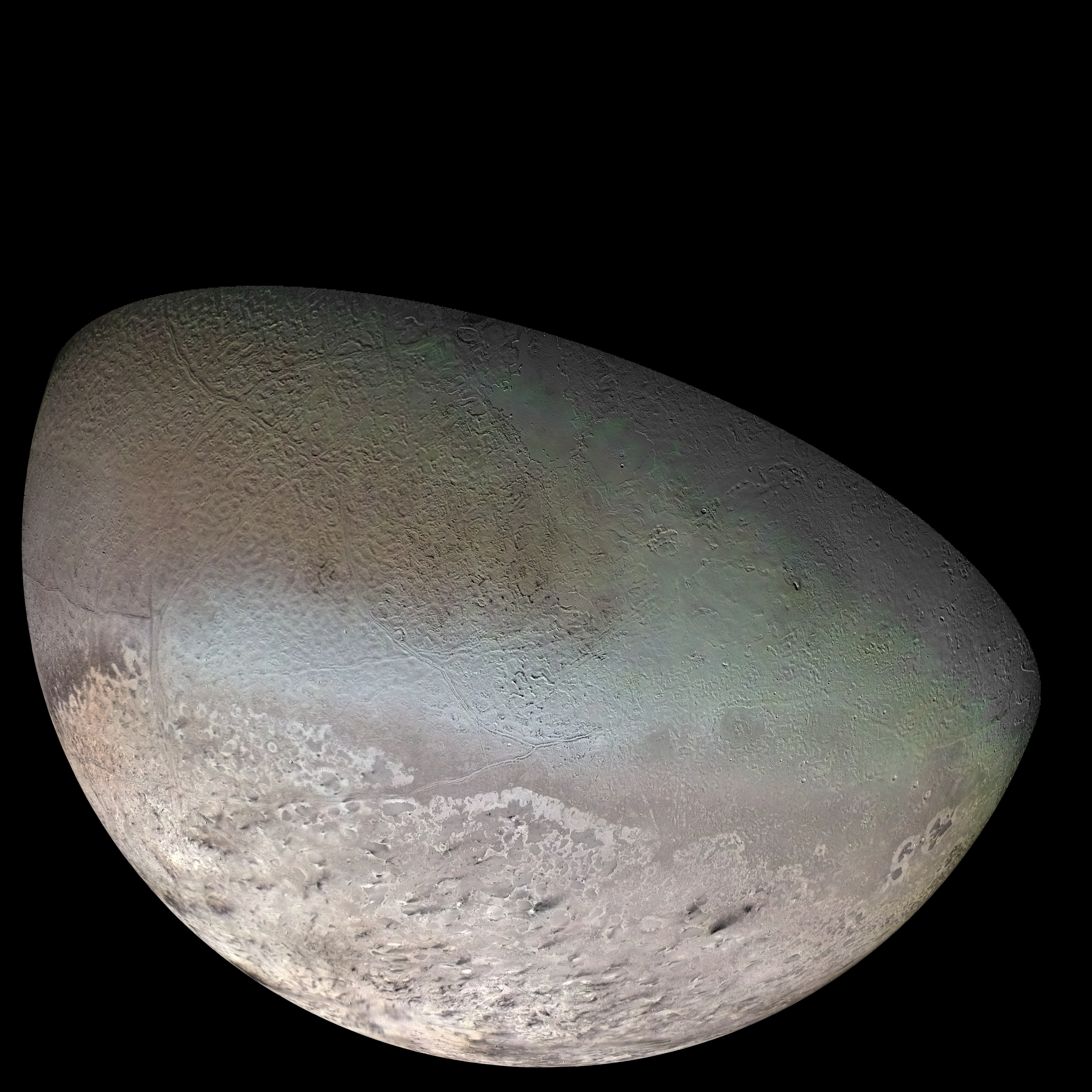
Un mosaico di immagini di Tritone ottenute dalla sonda spaziale Voyager 2 nel 1989

La Voyager 2 passò a 40000 km da Tritone il 25 agosto 1989, mappando la superficie con una risoluzione di 600 metri. I dati raccolti dalla Voyager 2 permisero una stima più accurata del diametro di Tritone, pari a 2706 km.
Nel 1990 furono effettuate diverse osservazioni dalla Terra di Tritone sfruttando l'occultazione di alcune stelle vicine, che indicarono la presenza di un'atmosfera e una superficie esotica. Le osservazioni suggerirono che l'atmosfera era più densa di quanto indicato dalla Voyager 2.
Gli scienziati della NASA hanno identificato Tritone come un obiettivo primario per future missioni nel sistema solare, proponendo nuove missioni, come quella suggerita nel 2010, la Neptune Orbiter, che tra alcune opzioni proposte sarebbe stata dotata di un veicolo d'atterraggio dedicato allo studio di Tritone, così come fu per la Huygens che atterrò su Titano. A oggi, tuttavia, gli sforzi diretti all'esplorazione di Nettuno e Tritone sono stati posticipati e il finanziamento della NASA sulle missioni nel sistema solare esterno è attualmente focalizzata sui sistemi di Giove e Saturno.

## Etimologia
Il suo nome, che onora la divinità della mitologia greca Tritone (dal greco Τρίτων), figlio di Poseidone, fu proposto da Camille Flammarion nel 1880 nel suo libro Astronomie Populaire, ma adottato solo parecchi anni dopo; infatti fino al 1949, data della scoperta di Nereide, il secondo satellite di Nettuno, Tritone era noto semplicemente come il satellite di Nettuno. Lassell non aveva pensato a proporre un nome per il nuovo corpo celeste, ma lo fece pochi anni più tardi per la sua successiva scoperta, Iperione, un satellite di Saturno. I nomi di Ariel e Umbriel, terzo e quarto satellite di Urano, scoperti da Lassel nel 1851, furono assegnati da John Herschel.

## Parametri orbitali

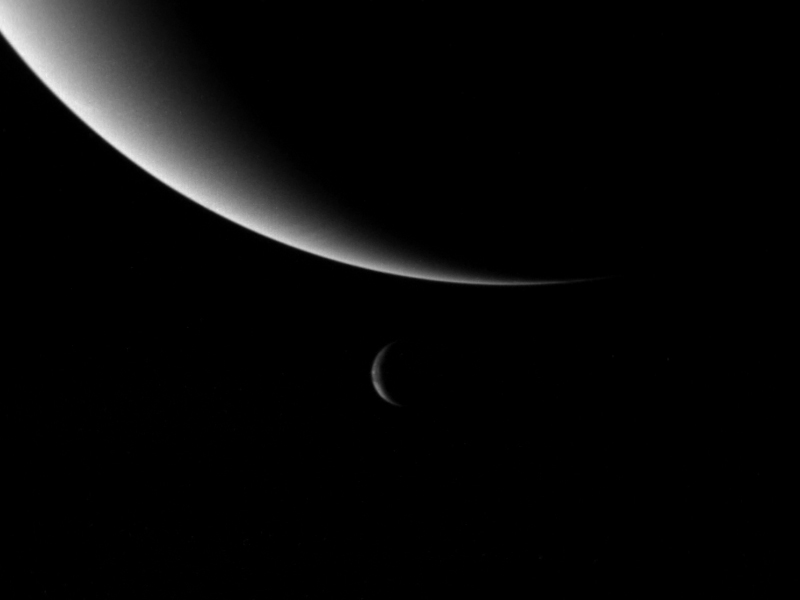
Nettuno e Tritone (sotto) ripresi dalla sonda Voyager 2, durante il suo allontanamento dal sistema nettuniano

Tritone è particolare fra tutti i principali satelliti del sistema solare esterno, a causa della sua orbita retrograda attorno al pianeta. Altri satelliti minori di Giove e Saturno presentano orbite retrograde, ma sono tutti caratterizzati da un diametro inferiore al 10% di quello di Tritone. L'orbita retrograda rende evidente che Tritone non può essersi formato nella stessa regione della nebulosa solare di Nettuno, ma è con tutta probabilità un oggetto della fascia di Kuiper catturato in un secondo momento. Questo potrebbe spiegare anche l'orbita estremamente eccentrica di Nereide, così come la provenienza del calore necessario a fondere l'interno di Tritone e differenziarlo (il calore generato dalle forze di marea risultanti dalla circolarizzazione dell'orbita eccentrica avrebbe potuto mantenere Tritone liquido per circa un miliardo di anni).
L'orbita di Tritone è caratterizzata da due inclinazioni, quella di 30° propria di Nettuno e quella di 157° propria di Tritone stesso rispetto all'orbita del suo pianeta (un'inclinazione superiore a 90° indica un moto retrogrado). L'inclinazione complessiva oscilla tra 127° e 173° e attualmente ha un valore attorno a 130°.
Tritone precede Nettuno nella sua orbita, con un periodo di 678 anni terrestri, corrispondenti a 4,1 anni nettuniani.
Tritone è in rotazione sincrona con Nettuno e gli mostra pertanto sempre la stessa faccia; l'equatore è quasi esattamente allineato al piano orbitale. Attualmente l'asse di rotazione di Tritone è inclinato di circa 40° rispetto al piano orbitale di Nettuno, il che comporta che durante il suo periodo di rivoluzione ciascuno dei poli punterà a un certo punto verso il Sole, come fanno anche i poli di Urano. Di conseguenza anche i poli di Tritone saranno alternativamente volti verso il Sole, variando così la loro illuminazione e innescando delle variazioni di tipo stagionale, come è stato recentemente osservato.
A causa del moto retrogrado le forze di marea stanno facendo lentamente decadere l'orbita di Tritone, già assai vicino a Nettuno, e si prevede che entro i prossimi 3,6 miliardi di anni entrerà nel limite di Roche del pianeta, quindi Tritone colliderà con l'atmosfera di Nettuno o andrà a formare un nuovo anello planetario attorno al pianeta.

## Nettuno visto da Tritone
Nettuno, a causa della rotazione sincrona del satellite, rimane fisso nel cielo di Tritone raggiungendo una dimensione apparente pari a 6° (dieci volte la Luna piena vista dalla Terra). Dalla stessa parte è possibile, inoltre, notare le lune più interne attraversare il disco del pianeta.

## Cattura

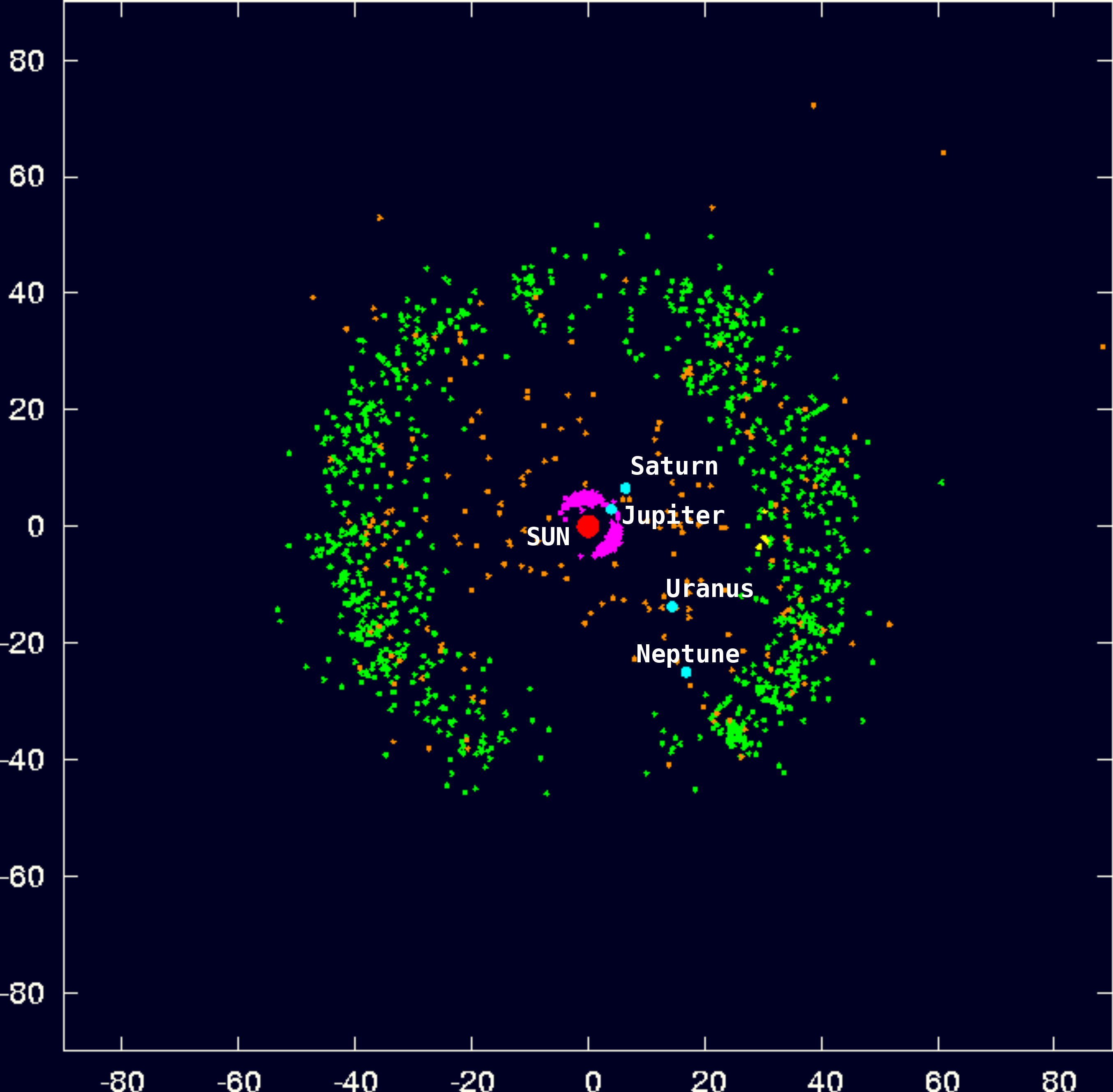
Mappa della fascia di Kuiper, luogo d'origine di Tritone prima della sua cattura da parte di Nettuno

Le teorie sulla formazione del sistema solare indicano che i satelliti con moto retrogrado non possono formarsi nella regione della nebulosa solare dove si formano i pianeti principali, quindi Tritone proviene da un'altra regione del sistema solare, e molto probabilmente la sua origine è nella fascia di Kuiper, un disco di piccoli oggetti ghiacciati che si estende da poco oltre l'orbita di Nettuno fino a una distanza di 50 au dal Sole. La fascia di Kuiper è il luogo d'origine di molte comete a corto periodo e di alcuni oggetti più grandi come i plutini, di cui Plutone è il prototipo, e che sono in risonanza orbitale con Nettuno. Tritone è poco più grande di Plutone e la sua composizione chimica è quasi identica, il che lascia ipotizzare che la loro origine sia comune.

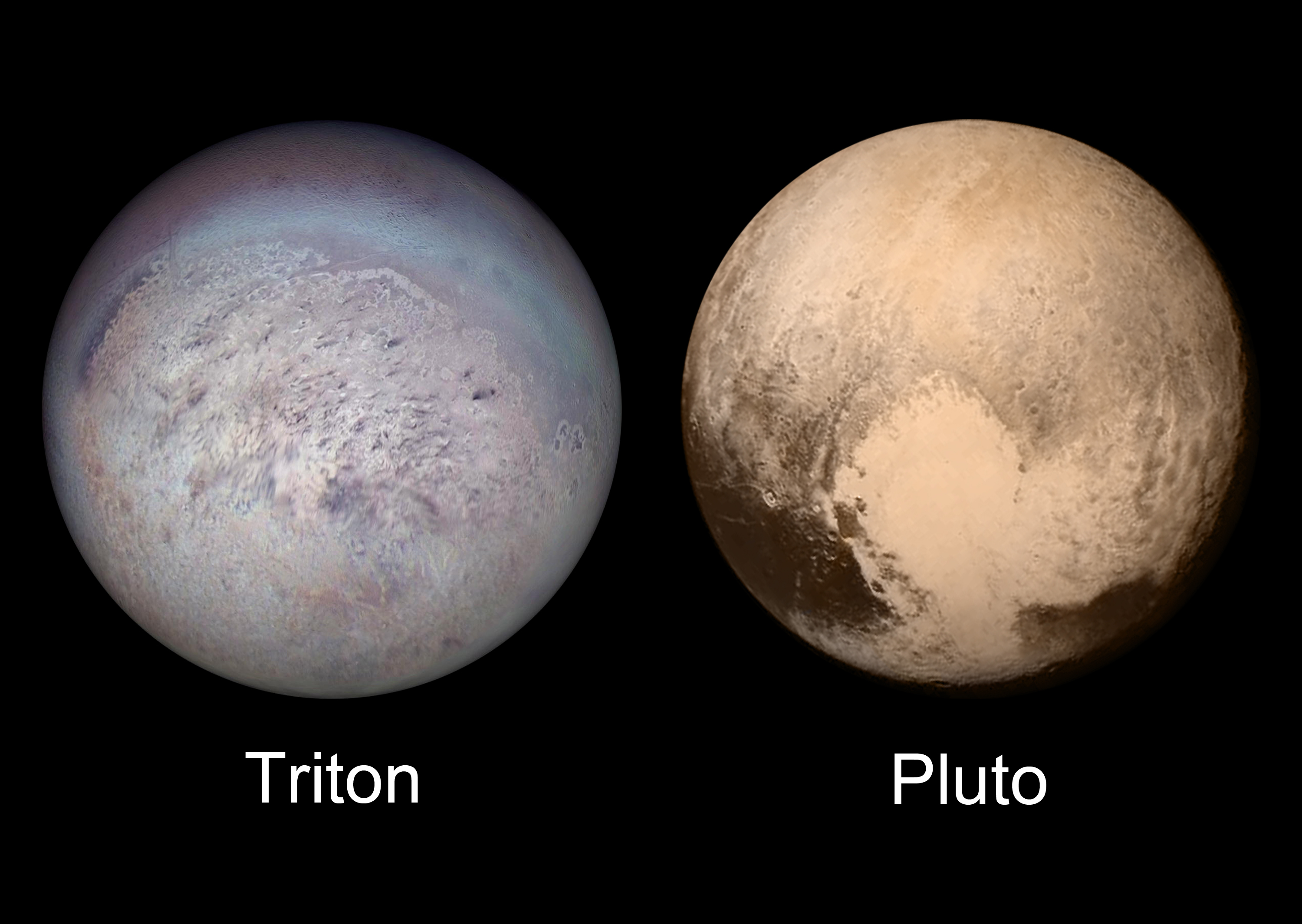
Tritone comparato con Plutone: a causa del suo moto retrogrado, gli astronomi ipotizzano che Tritone possa essersi formato come pianeta nano nella fascia di Kuiper e sia stato poi catturato nell’orbita di Nettuno. Questa teoria sembra avvalorata anche dalle molte caratteristiche simili tra Tritone e Plutone, come le dimensioni (Tritone è di poco più grande) e la composizione chimica.

La cattura di Tritone da parte di Nettuno spiegherebbe alcune caratteristiche del sistema nettuniano, come la forte eccentricità orbitale di Nereide, la terza luna per dimensioni di Nettuno, e spiegherebbe anche il basso numero di satelliti naturali del pianeta rispetto agli altri giganti gassosi. Si pensa che l'orbita in origine molto eccentrica di Tritone avrebbe intersecato quelle delle altre più piccole lune, perturbandole gravitazionalmente e disperdendole dalle loro orbite originarie che avevano prima della cattura di Tritone. Durante il periodo post-cattura, l'eccentricità della sua orbita e le interazioni mareali avrebbero mantenuto Tritone allo stato liquido per un miliardo d'anni, come dimostra la differenziazione del suo interno. Successivamente, con la circolarizzazione dell'orbita la fonte di calore interno cessò.
Sono stati proposti due diversi tipi di meccanismi per la cattura di Tritone. Per essere gravitazionalmente catturato da un pianeta, un corpo di passaggio deve perdere energia sufficiente per essere rallentato a una velocità inferiore a quella di fuga. La prima teoria è che Tritone potrebbe essere stato frenato da una collisione con un altro oggetto, molto probabilmente una luna o proto-luna in orbita attorno a Nettuno, o forse, ipotesi meno probabile, da un oggetto che transitava casualmente nel sistema nettuniano. Un'ipotesi più recente e maggiormente accettata dagli astronomi suggerisce che, prima della sua cattura, Tritone avesse un compagno di massa simile al satellite di Plutone, Caronte, con la quale formava un sistema binario. Quando i due corpi si avvicinarono a Nettuno, l'energia orbitale fu trasferita da Tritone al compagno, che sarebbe stato espulso, mentre Tritone rimase legato a Nettuno. Questa ipotesi è supportata da diverse evidenze, come quella che i sistemi binari sono molto comuni tra i grandi oggetti della fascia di Kuiper. La cattura sarebbe stata breve e dolce, salvando Tritone dalla collisione. Eventi come questi potrebbero essere stati molto comuni durante la formazione di Nettuno o, più tardi, quando questi emigrò verso l'esterno del sistema solare.

## Caratteristiche fisiche

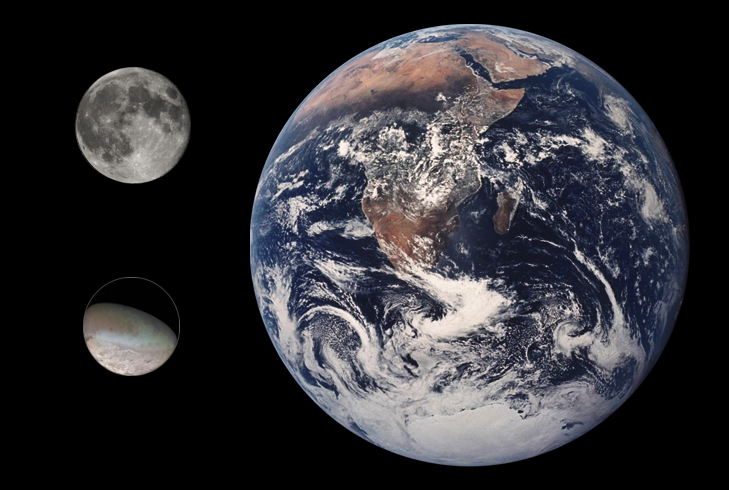
Le dimensioni di Tritone (in basso a sinistra) comparate con quelle della Terra e della Luna

Tritone è la settima luna e il sedicesimo oggetto per dimensioni del sistema solare, leggermente più grande dei pianeti nani Plutone ed Eris. La sua massa compone il 99,5% di tutta la massa nota in orbita attorno a Nettuno, anelli del pianeta e le altre tredici lune conosciute comprese. Ha raggio, densità (2,061 g/cm³), temperatura e composizione chimica simile a quelle di Plutone.
II dati sulla densità media di Tritone, stimata in 2,061 g/cm³ in base agli effetti gravitazionali riscontrati sulla traiettoria della sonda Voyager 2, implicano che probabilmente è composto da circa il 30-45% di ghiaccio d'acqua, mentre il resto è materiale roccioso. Come Plutone, il 55% della superficie di Tritone è composta da azoto ghiacciato, con ghiaccio d'acqua in misura compresa tra il 15 e il 35%, più un 10-20% di ghiaccio secco (anidride carbonica ghiacciata). Sono presenti tracce di metano (0,1%) e monossido di carbonio (0,05%). Tritone ha un'albedo notevolmente alta, visto che riflette il 60-95% della luce solare che lo raggiunge. A confronto, la Luna ha un'albedo di solo 11%. Il colore rossastro di Tritone si pensa derivi dal ghiaccio di metano che viene convertito in tolina sotto il bombardamento delle radiazioni ultraviolette.

## Struttura interna
La superficie di Tritone indica che è stata soggetta a continui rimodellamenti nel corso del tempo e di conseguenza si pensa che la sua struttura interna sia differenziata, con un mantello sotto la crosta e un nucleo di roccia (e forse metalli) al suo interno che potrebbe contenere almeno i due terzi della massa complessiva del satellite. Esiste sufficiente roccia all'interno di Tritone per un decadimento radioattivo nel mantello, dove il calore generato potrebbe essere sufficiente a mantenere un oceano di acqua liquida come quello ipotizzato esistere sotto la superficie di Europa. Se presente, l'acqua liquida suggerirebbe la possibilità della presenza della vita su Tritone.

## Superficie

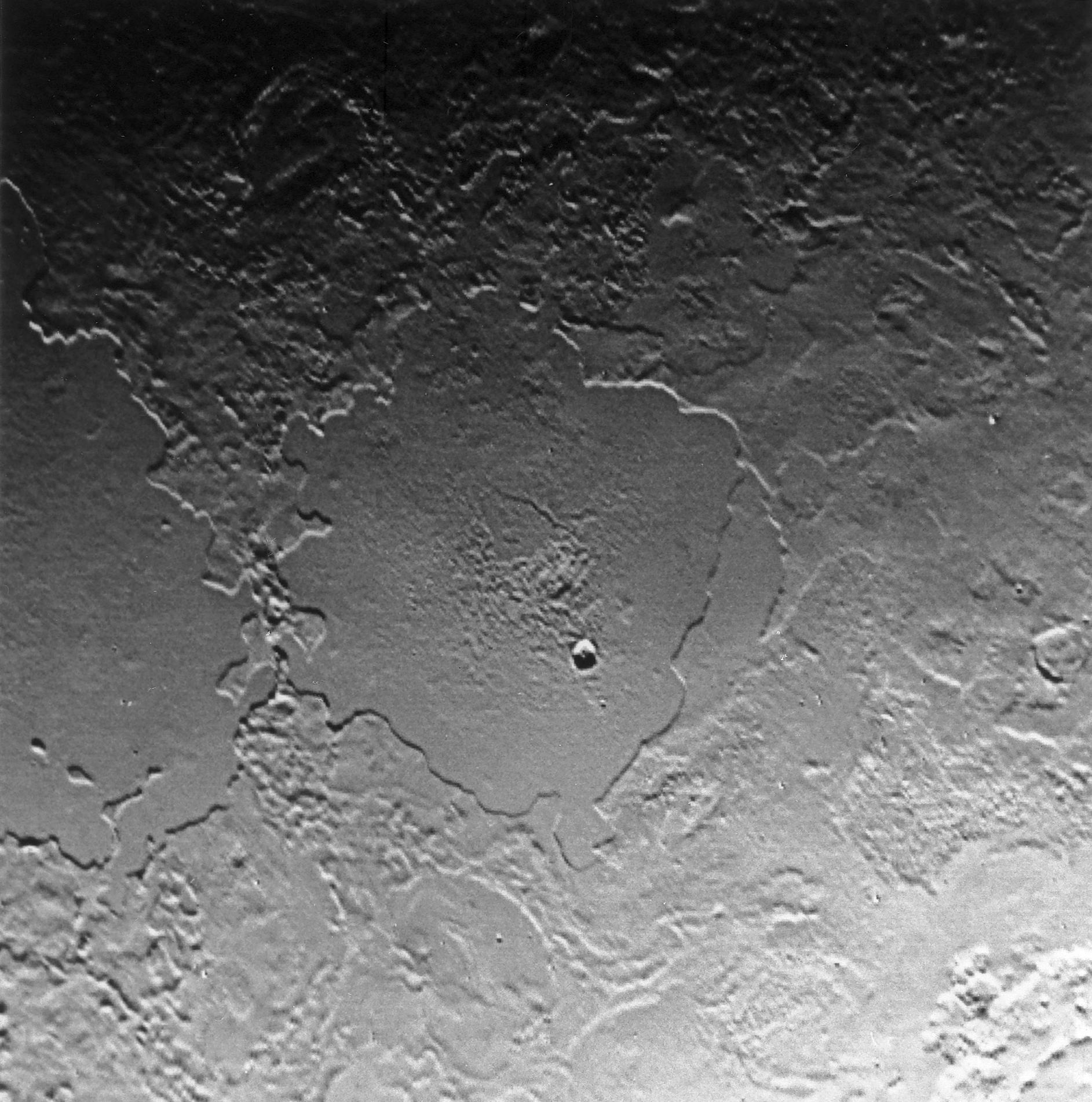
La superficie di Tritone, relativamente povera di crateri

Tutta la conoscenza della superficie di Tritone è stato acquisita con il fly-by della Voyager 2 nel 1989. Il 40% della superficie ripreso dalla sonda ha rivelato creste, depressioni, solchi, cavità, altipiani, pianure ghiacciate e pochi crateri d'impatto. La superficie di Tritone è relativamente piatta, la sua topografia varia al massimo di un chilometro. Recenti analisi sulla densità e distribuzione dei crateri suggeriscono che, in termini geologici, la superficie di Tritone è estremamente giovane, con le diverse regioni che hanno un'età compresa tra 50 e solo circa 6 milioni di anni.
La superficie è solcata da valli e canyon particolarmente estesi, che si intrecciano in maniera disordinata, probabilmente come risultato di un processo ciclico di scioglimento e ricongelamento e dell'attività dei criovulcani. Oltre all'azoto solido, la superficie di Tritone presenta tracce di metano, ghiaccio di monossido di carbonio, ghiaccio d'acqua e ghiaccio secco; l'albedo è quindi particolarmente elevata, e varia localmente fra 0,60 e 0,95.
La temperatura superficiale di Tritone è certamente superiore a 35,6 K, come rivela la presenza di azoto solido in forma beta-cristallina, che subisce una transizione di fase al di sotto di tale temperatura; la pressione di vapore dell'azoto gassoso presente nell'atmosfera del satellite impone un limite massimo pari a circa 41-42 K. La temperatura di Tritone risulta così addirittura inferiore a quella di Plutone, nell'ordine dei 38 K (−235 °C), nonostante il satellite sia ancora geologicamente attivo.
Complessivamente, la superficie di Tritone è pari a circa il 4,5% di quella terrestre.

### Attività geologica

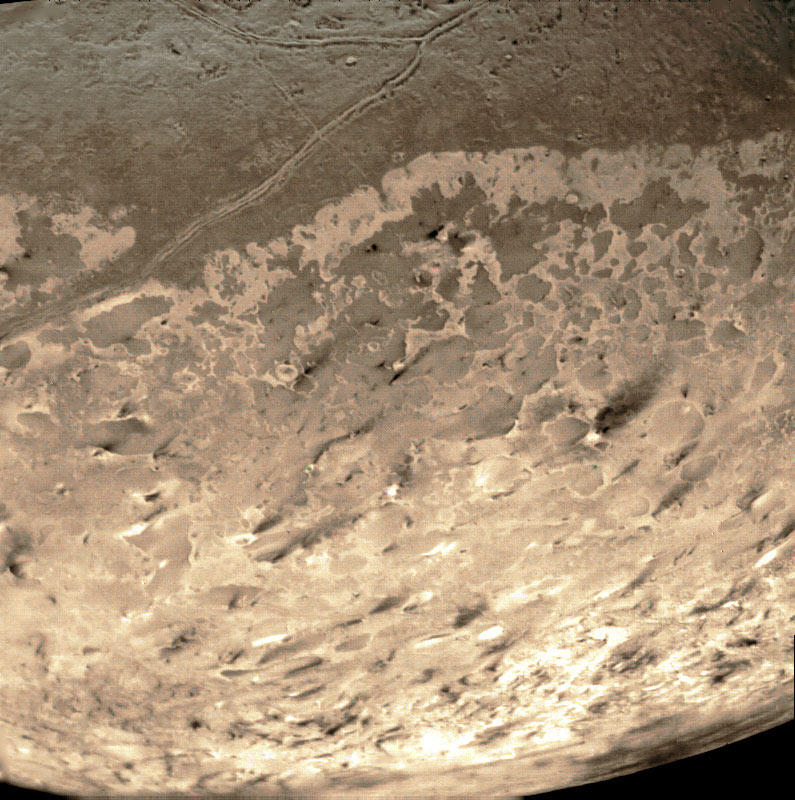
Immagine della sonda Voyager 2 che mostra diversi punti scuri nei pressi della calotta polare meridionale, che probabilmente sono vulcani di ghiaccio

Tritone risulta, sorprendentemente, geologicamente attivo; la sua superficie è relativamente recente e povera di crateri, e all'epoca del fly-by da parte della sonda Voyager 2 presentava numerosi vulcani ghiacciati e plumes nell'atto di eruttare azoto liquido, polveri o composti del metano nell'atmosfera, formando dei pennacchi alti fino a 8 km. Tritone è, con la Terra, Io ed Encelado, uno dei pochi corpi del sistema solare dove siano state osservate eruzioni attive di qualche tipo, anche se un'attività vulcanica potrebbe essere presente su Venere, Marte, Europa, Titano e Dione.
Si ritiene che l'attività geologica di Tritone sia innescata dal riscaldamento stagionale ricevuto dal Sole, a differenza, ad esempio, di quella di Io, che ha origine dalle forze di marea provocate dall'interazione gravitazionale con Giove. Tutti i geyser osservati infatti erano situati tra 50° e 57° S di latitudine, la parte della superficie del Tritone vicino al punto subsolare. Ciò indica che il riscaldamento solare, anche se molto debole vista la grande distanza di Tritone dal Sole, gioca un ruolo fondamentale per le eruzioni dei criovulcani. Si pensa che la superficie di Tritone sia costituita da uno strato trasparente di azoto congelato sovrastante un substrato scuro, che crea una sorta di "effetto serra solido". La radiazione solare passa attraverso il ghiaccio superficiale, lentamente, riscaldando e vaporizzando l'azoto del sottosuolo fino a quando la pressione del gas aumenta al punto da farlo eruttare in superficie attraversando la crosta. Ogni eruzione di un geyser su Tritone può durare fino a un anno, e il materiale eruttato può essere trascinato creando strisce lunghe fino a 150 km come quelle osservate dalla Voyager 2. Sull'emisfero meridionale di Tritone sono visibili molte di queste strisce di materiale scuro. Tra il 1977 e il sorvolo ravvicinato della Voyager 2 del 1989 Tritone cambiò il suo colore, da rossastro, simile a quello di Plutone, a una tonalità molto più chiara, suggerendo che nel decennio trascorso eruzioni di azoto congelato avevano coperto il più antico materiale, di colore appunto rossastro.

### Calotta polare sud

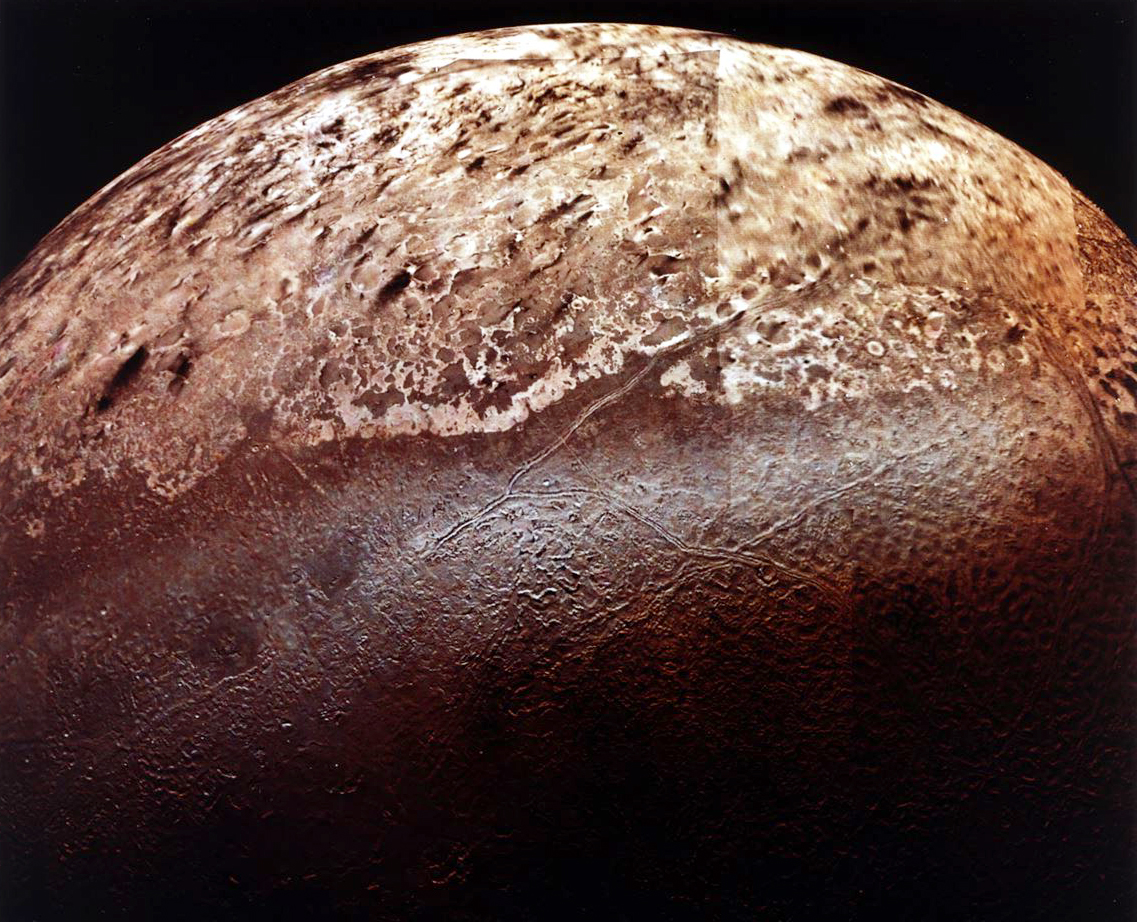
La luminosa calotta polare sud, in alto, e il suo contrasto con la regione a "cantalupo", in basso

La regione polare meridionale di Tritone è ricoperta da uno strato altamente riflettente di azoto e metano congelati e cosparso di crateri da impatto e geyser. Non si conosce granché delle zone nei pressi del polo nord, in quanto era sul lato in ombra durante il passaggio della Voyager 2. Tuttavia, è possibile che Tritone abbia anche una calotta polare nord.
Le alte pianure trovate sull'emisfero orientale di Tritone, come Cipango Planum, sono quasi certamente il risultato di colate di lava di ghiaccio che hanno coperto il paesaggio più antico. Le pianure sono cosparse di punti neri, come la Leviathan Patera, che sono probabilmente le caldere da cui emerge la lava, che si pensa sia costituita da acqua e ammoniaca. Le pianure vicino a bordo orientale di Tritone sono punteggiate da macchie nere, chiamate maculae. Alcune maculae sono semplici macchie scure dai confini diffusi, mentre altre comprendono una macchia scura centrale circondata da un alone bianco dai confini ben marcati. Il diametro delle maculae è mediamente di circa 100 km e larghezza è tra i 20 e i 30 km. Alcuni scienziati speculano che le macule siano fenomeni transitori che avvengono nella calotta polare sud, quando si ritira durante l'estate meridionale.

### Terreno a cantalupo

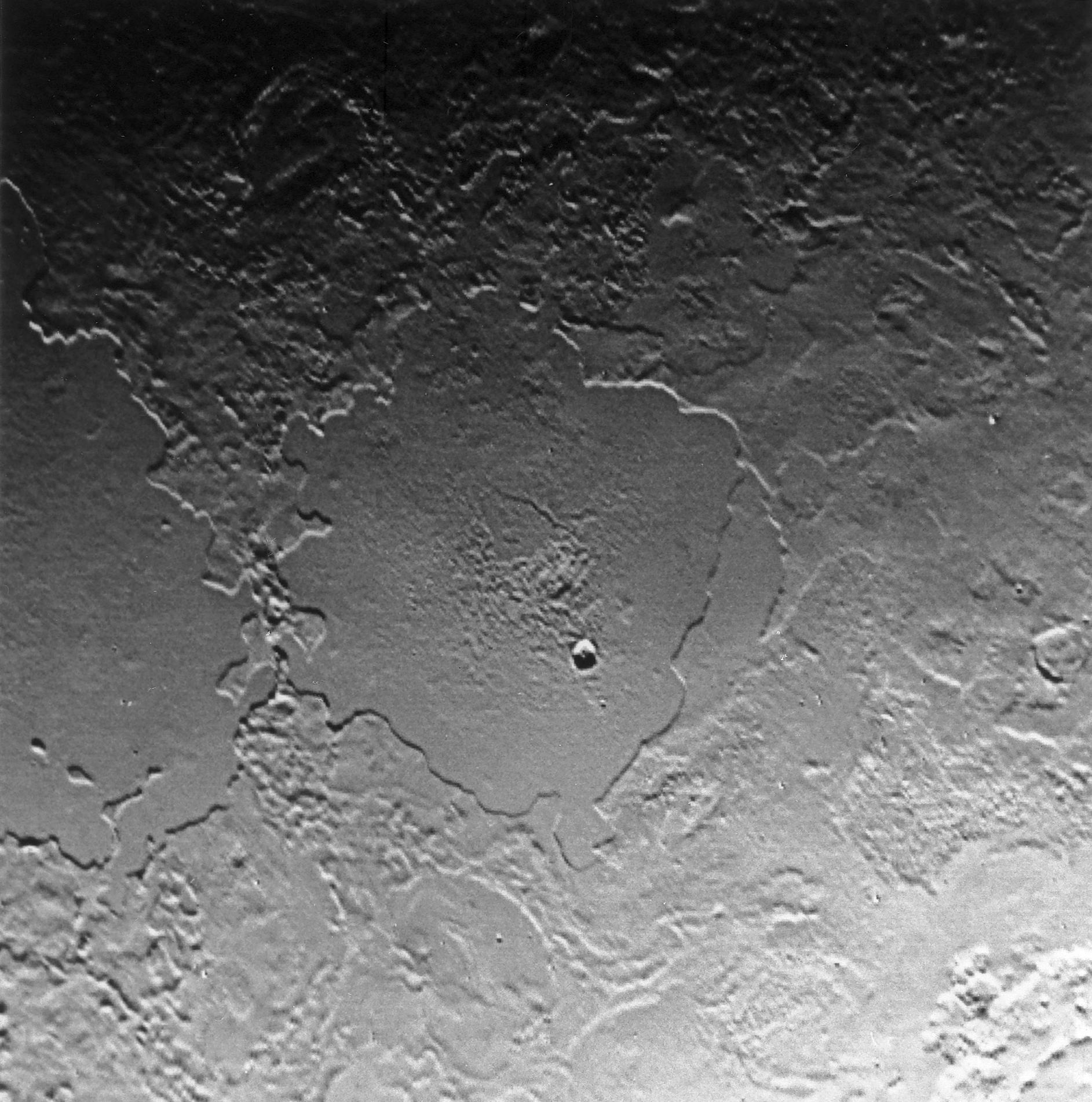
Tuonela Planitia (a sinistra) e Ruach Planitia (al centro) sono due dei criovulcani di Tritone. La scarsità di crateri è la prova di una lunga attività geologica.

Il terreno a cantalupo, così chiamato perché assomiglia alla buccia di un melone, è un tipo di terreno unico nel sistema solare ed è situato nella regione chiamata Bubembe. Nonostante la scarsità di crateri d'impatto si pensa che questa sia la regione più antica di Tritone, dove sono presenti crateri con un diametro di 30–40 km che non sembrano tuttavia causati da impatti meteoritici, in quanto hanno tutti circa lo stesso diametro e sono piuttosto regolari. L'ipotesi più probabile sulla loro formazione chiama in causa il diapirismo, con la risalita di materiale più leggero che attraversa uno strato più denso e antico. Un'ipotesi alternativa è quella delle inondazioni causate da fenomeni di criovulcanismo.

### Crateri da impatto
A causa dell'attività geologica in corso che rimodella di continuo la superficie, i crateri da impatto su Tritone sono relativamente rari. Un censimento dei crateri di Tritone ripresi dalla Voyager 2 individua solo 179 crateri che erano senza ombra di dubbio causati da un impatto, rispetto agli 835 osservati sulla luna di Urano Miranda, che ha solo il 3% della superficie di Tritone. Il più grande cratere osservato su Tritone creato da un impatto misura 27 km di diametro ed è stato chiamato "Mazomba". Sono stati osservati crateri anche più grandi, tuttavia essi sono ritenuti essere di origine vulcanica.
I pochi crateri da impatto su Tritone sono quasi tutti concentrati nell'emisfero che va in direzione del moto orbitale, con la maggior parte concentrata intorno all'equatore tra i 30° e 70° di longitudine, e che derivano da impatti con materiale in orbita attorno a Nettuno.

### Nomenclatura
I crateri presenti su Tritone sono intitolati a divinità dalle sembianze di pesce; i crateri più scoscesi (paterae) prendono il nome da fiumi, laghi e isole sacre secondo le diverse mitologie terrestri, similmente alle planitiae (le pianure); i plana (altipiani) sono invece intitolati a isole immaginarie presenti nelle varie culture o mitologie. Le depressioni, note come cavi, prendono il nome di divinità dalle sembianze di pesci, rettili o anfibi secondo le varie culture terrestri; le valli più lunghe (fossae e sulci) sono intitolate a fiumi mitici. I nomi delle catene montuose (catenae) derivano da quelli dei mostri marini nelle varie mitologie. Sono inoltre presenti macchie scure, dette maculae, che prendono il nome di divinità acquatiche o fluviali.

## Atmosfera

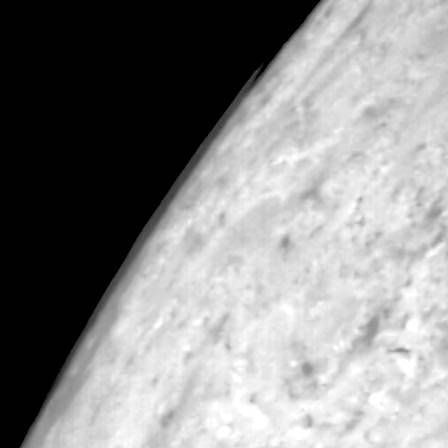
Nubi riprese dalla Voyager 2 nell'atmosfera di Tritone

Tritone possiede una tenue atmosfera ricca di azoto, in cui sono presenti anche piccole quantità di metano e monossido di carbonio in prossimità della superficie; Come l'atmosfera di Plutone, si pensa che l'atmosfera di Tritone sia il risultato dell'evaporazione dell'azoto della superficie. La temperatura superficiale è di almeno 35,6 K (−237,6 °C), più freddo comunque rispetto alla temperatura media di Plutone, che è di 44 K (−229 °C). La sua pressione atmosferica superficiale risulta di 15×10−6 atmosfere, cioè circa 1/70000 di quella terrestre.
La turbolenza sulla superficie di Tritone crea una troposfera a un'altitudine di 8 km. Le striature sulla superficie di Tritone lasciate dai pennacchi dei geyser suggeriscono che la troposfera sia regolata da venti stagionali capaci di muovere materiale di piccolissime dimensioni, dell'ordine del micrometro. A differenza di altre atmosfere, in quella di Tritone manca la stratosfera, mentre invece è presente una termosfera da 8 a 950 km di altitudine, e un'esosfera al di sopra di essa. La temperatura dell'atmosfera superiore di Tritone è di circa 95±5 K, superiore a quella superficiale, a causa del calore assorbito dalla radiazione solare e della magnetosfera di Nettuno. Una foschia avvolge la maggior parte della troposfera del Tritone, e si crede sia composta in gran parte da idrocarburi e nitrili creati dall'azione della luce solare sul metano. L'atmosfera di Tritone possiede anche nubi di azoto condensato che si trovano tra 1 e 3 km dalla superficie.

### Ciclo delle stagioni
Seguendo Nettuno nell'orbita intorno al Sole, i poli di Tritone si alternano nell'esposizione diretta alla luce solare, dando probabilmente luogo a radicali cambi stagionali, con periodiche sublimazioni delle calotte polari. All'epoca del sorvolo da parte della sonda Voyager 2, Tritone rivolgeva verso il Sole il proprio polo sud; l'emisfero meridionale del satellite è allora apparso quasi interamente coperto da una cappa di azoto e metano ghiacciati.

## Vita su Tritone
Data la sua attività geologica e il possibile riscaldamento mareale avuto in passato dopo la sua cattura, quando aveva un'orbita estremamente eccentrica, si è ipotizzato che Tritone possa ospitare forme di vita acquatiche, in un oceano di acqua liquida mista ad ammoniaca sotto la superficie (simile ipotesi è stata fatta per Europa). L'ipotetica vita extraterrestre su Tritone non sarebbe come la vita sulla Terra a causa delle temperature estreme, le condizioni ambientali di azoto e metano e per il fatto che la luna giace all'interno della pericolosa magnetosfera di Nettuno, dannosa per le forme di vita biologiche.

## Tritone nella finzione
Conosciuto già nel XIX secolo, Tritone è stato talvolta lo scenario di opere letterarie fantascientifiche. In Trouble on Triton: An Ambiguous Heterotopia, di Samuel R. Delany del 1976, Tritone è lo scenario principale del romanzo che narra la storia di una colonia di umani indipendenti dalla Terra, con la quale entrerà in un conflitto interplanetario. Delany ha ambientato su Tritone anche una parte del racconto Il tempo considerato come una spirale di pietre semipreziose del 1968, vincitore del Premio Hugo nel 1970 per la migliore storia breve.
Anche parte del romanzo Macroscope, di Piers Anthony del 1969, nominato tra l'altro a un Premio Hugo, è ambientato sulla luna nettuniana, che è stata terraformata dai protagonisti per poter costituire un insediamento stabile su di essa. Tritone è anche lo scenario principale del romanzo Neptune Crossing (1994), dello scrittore statunitense Jeffrey Carver, che descrive di un equipaggio proveniente dalla Terra che arriva su Tritone per una missione archeologica, con lo scopo di ritrovare antichi manufatti alieni.
Seppur raramente, Tritone è stato menzionato anche in qualche opera televisiva, come nell'episodio La punta dello Zoidberg, il diciottesimo della sesta stagione della sitcom animata Futurama, dove il professor Farnsworth e il dottor Zoidberg, due dei personaggi della serie, sbarcano su Tritone a caccia di yeti.